# Tipula (Platytipula) nicothoe
Tipula (Platytipula) nicothoe is een tweevleugelige uit de familie langpootmuggen (Tipulidae). De soort komt voor in het Palearctisch gebied.